# Giải bóng đá bãi biển vô địch quốc gia 2010
Giải bóng đá bãi biển vô địch quốc gia 2010 (với tên gọi chính thức: Giải bóng đá bãi biển toàn quốc 2010) là giải bóng đá bãi biển được tổ chức lần thứ hai của Giải bóng đá bãi biển vô địch quốc gia tại Việt Nam do VFF tổ chức từ ngày 1 tháng 6 đến ngày 7 tháng 6 năm 2010 tại bãi biển Thuận An, Thừa Thiên Huế. Theo đánh giá về chuyên môn, giải bóng đá bãi biển 2010 rất phù hợp cho sự chuẩn bị lực lượng của đội tuyển bóng đá bãi biển Việt Nam thi đấu AFF Cup, AFC Cup và hướng tới Đại hội Thể thao bãi biển Châu Á lần thứ 2-2011.

## Các đội bóng
Có 8 đội bóng tham dự giải được chia thành 2 bảng:
| Bảng A                   | Bảng B                |
| ------------------------ | --------------------- |
| Thuận An Thừa Thiên Huế  | Sanna Khánh Hòa       |
| Phú Yên                  | Đà Nẵng               |
| Tứ Quý Quảng Bình        | Bình Thuận            |
| Phú Thuận Thừa Thiên Huế | Vietcombank Quảng Nam |

Tám đội bóng được chia thành 2 nhóm A và B, 4 đội/nhóm thi đấu vòng tròn một lượt ở mỗi nhóm để tính điểm, xếp hạng. Đội nhất nhóm A sẽ gặp đội nhì nhóm B và đội nhất nhóm B sẽ gặp đội nhì nhóm A tại bán kết. Hai đội thua bán kết xếp đồng hạng Ba, hai đội thắng bán kết giành quyền thi đấu chung kết tranh vô địch.
Tất cả các trận đấu của giải nếu sau 3 hiệp thi đấu chính thức (tổng 36 phút, mỗi hiệp 12 phút) kết thúc với tỷ số hoà sẽ thi đá luân lưu 9m để xác định đội thắng. Điểm đáng lưu ý, phương thức đá luân lưu sẽ được thực hiện theo luật "knock-out", nghĩa là mỗi đội sẽ đá 1 quả, nếu phân định thắng thua thì dừng, nếu chưa phân định thắng thua mới đá tiếp quả thứ 2.
Cách tính điểm xếp hạng:
- Đội thắng: 3 điểm
- Đội thắng luân lưu: 1  điểm
- Đội thua: 0  điểm.

## Lịch thi đấu và kết quả thi đấu

### Bảng A
| Thứ hạng | Đội bóng          | Trận | Thắng | Thắng luân lưu | Thua | Hiệu số | Điểm | Vòng bán kết |
| 1        | Thuận An Huế      | 3    | 2     | 1              | 0    | +6      | 7    | Vào bán kết  |
| 2        | Phú Yên           | 3    | 2     | 0              | 1    | +1      | 6    | Vào bán kết  |
| 3        | Phú Thuận Huế     | 3    | 1     | 0              | 2    | +9      | 3    |              |
| 4        | Tứ Quý Quảng Bình | 3    | 0     | 0              | 3    | -12     | 0    |              |

Ghi chúĐội thắng sau 3 hiệp chính được 3 điểm, Đội thắng luân lưu được 1 điểm, đội thua 0 điểm.

### Bảng B
| Thứ hạng | Đội                   | Trận | Thắng | Thắng luân lưu | Thua | Hiệu số | Điểm | Vòng bán kết |
| 1        | Đà Nẵng               | 3    | 2     | 0              | 1    | +4      | 6    | Vào bán kết  |
| 2        | Sanna Khánh Hòa       | 3    | 2     | 0              | 1    | +6      | 6    | Vào bán kết  |
| 3        | Vietcombank Quảng Nam | 3    | 1     | 1              | 1    | 0       | 4    |              |
| 4        | Bình Thuận            | 3    | 0     | 0              | 3    | +10     | 0    |              |

Ghi chúĐội thắng sau 3 hiệp chính được 3 điểm, Đội thắng luân lưu được 1 điểm, đội thua 0 điểm
| Ngày               | Bảng | Giờ   | Đội 1                 | Tỷ số         | Đội 2                 |
| 1 tháng 6 năm 2010 | A    | 8h00  | Sanna Khánh Hòa       | 3-4           | Đà Nẵng               |
| 1 tháng 6 năm 2010 | A    | 9h30  | Bình Thuận            | 6-6 (6-7 pen) | Vietcombank Quảng Nam |
| 1 tháng 6 năm 2010 | B    | 14h30 | Thuận An Huế          | 5-5 (6-5 pen) | Tứ Quý Quảng Bình     |
| 1 tháng 6 năm 2010 | B    | 16h00 | Phú Yên               | 5-3           | Phú Thuận Huế         |
| 2 tháng 6 năm 2010 | A    | 8h00  | Đà Nẵng               | 4-0           | Phú Thuận Huế         |
| 2 tháng 6 năm 2010 | A    | 9h30  | Vietcombank Quảng Nam | 2-3           | Sanna Khánh Hòa       |
| 2 tháng 6 năm 2010 | B    | 14h30 | Tứ Quý Quảng Bình     | 2-5           | Phú Yên               |
| 2 tháng 6 năm 2010 | B    | 16h00 | Phú Thuận Huế         | 5-7           | Thuận An Huế          |
| 4 tháng 6 năm 2010 | A    | 8h00  | Vietcombank Quảng Nam | 7-6           | Đà Nẵng               |
| 4 tháng 6 năm 2010 | A    | 9h30  | Sanna Khánh Hòa       | 9-3           | Bình Thuận            |
| 4 tháng 6 năm 2010 | B    | 14h30 | Tứ Quý Quảng Bình     | 3-12          | Phú Thuận Huế         |
| 4 tháng 6 năm 2010 | B    | 16h00 | Thuận An Huế          | 8-4           | Phú Yên               |

## Vòng bán kết
| Đà Nẵng | 2-4     | Phú Yên |
| ------- | ------- | ------- |
|         | Kết quả |         |

| Thuận An Thừa Thiên Huế | 4-3     | Sanna Khánh Hòa |
| ----------------------- | ------- | --------------- |
|                         | Kết quả |                 |

## Trận chung kết
| Thuận An Thừa Thiên Huế                                                | 3-1     | Phú Yên                |
| ---------------------------------------------------------------------- | ------- | ---------------------- |
| Nguyễn Hoài Tâm (11) 5' · Nguyễn Văn Hiền (7) 10' · Trần Thuận (4) 23' | Kết quả | Đặng Thái Hoàng (2) 1' |

## Tổng kết mùa giải
- Đội vô địch: Thuận An Thừa Thiên Huế
- Đội thứ Nhì: Phú Yên
- Đồng giải Ba: Đà Nẵng và Sanna Khánh Hòa
- Cầu thủ xuất sắc nhất giải: Nguyễn Đình Việt (số 4 – Đà Nẵng)
- Thủ môn xuất sắc nhất giải: Nguyễn Minh Hoàng (số 1 – Thuận An Thừa Thiên Huế)
- Cầu thủ ghi nhiều bàn thắng nhất: Nguyễn Văn Hiền (Thuận An Thừa Thiên Huế, 8 bàn thắng), Nguyễn Trọng Bình (Phú Yên, 8 bàn thắng), Trần Đình Minh Hoàng (Sanna Khánh Hòa, 8 bàn thắng)